# Mörk Gryning
Mörk Gryning (schwedisch für dunkle Morgendämmerung) ist eine schwedische Black-Metal-Band, die 1993 von Jonas Berndt (unter dem Pseudonym Goth Gorgon) und Peter Nagy (Pseudonym: Draakh Kimera) gegründet wurde. In dieser Besetzung spielte die Band auch 1995 ihr erstes Album Tusen år har gått (zu Deutsch: Tausend Jahre sind vergangen) für das schwedische Label No Fashion Records ein. Mit diesem Konzeptalbum (die Lyrics beschreiben eine durchgehende Geschichte) produzierten Mörk Gryning noch typischen schwedischen Black Metal, der oft mit Bands wie Dark Funeral und Dissection verglichen wurde. Erst mit dem 2003 veröffentlichten Pieces Of Primal Expressionism wichen Mörk Gryning vom konventionellen Black Metal ab und experimentierten mit dem vermehrten Einsatz elektronischer Klänge und metal-untypischer Instrumente wie Violine, Posaune und Mellotron.
Im November 2003 verließ Peter Nagy die Band, da er nach eigenen Angaben nicht mehr die Kreativität hatte, um die Entwicklung der Band weiterhin voranzutreiben. Im Januar 2005 gab Jonas Berndt die Auflösung von Mörk Gryning bekannt mit der Begründung, dass er das Interesse an Black Metal verloren habe. Allerdings hatte die Band zu diesem Zeitpunkt bereits einige neue Stücke fertiggestellt, die Ende 2005 auf dem letzten Album Mörk Gryning (erschienen auf Black Lodge Records) veröffentlicht wurden.
Ende März 2016 kündigte die Band das Konzert im Rahmen des thüringischen Festivals Party.San Open Air an.
Im selben Jahr folgten weitere Konzerte in Schweden.
Im Jahr 2017 veröffentlichte die Band die limitierte Live-EP Live at Kraken exklusiv über die Plattform Bandcamp. 2020 folgte der Wechsel zum Label Season of Mist, gefolgt von einer US-Tournee und Auftritten auf verschiedenen europäischen Metal-Festivals.
Am 23. Oktober 2020 veröffentlichte die Band das Album Hinsides Vrede, das musikalisch an Tusen år har gått von 1995 anknüpft. 3 Titel auf dem Album wurden der schwedischen Black-Metal-Band Bathory gewidmet.
Am 13. Dezember 2024 veröffentlichte die Band ihr sechstes Studioalbum Fasornas tid.

## Diskografie
- 1995: Tusen År Har Gått
- 1997: Return Fire
- 2001: Mælström Chaos
- 2003: Pieces of Primal Expressionism
- 2005: Mörk Gryning
- 2020: Hinside Verde
- 2024: Fasornas Tid

## Belege
1. ↑  vampster.com: MÖRK GRYNING: Kimera verlässt Band. 17. November 2003, abgerufen am 21. April 2016.
2. ↑  vampster.com: MÖRK GRYNING: aufgelöst. 14. Januar 2005, abgerufen am 21. April 2016 (deutsch, englisch).
3. ↑  party-san.de: Bands 2016. Archiviert vom Original (nicht mehr online verfügbar) am 21. April 2016; abgerufen am 21. April 2016.  Info: Der Archivlink wurde automatisch eingesetzt und noch nicht geprüft. Bitte prüfe Original- und Archivlink gemäß Anleitung und entferne dann diesen Hinweis.
4. ↑  Live at Kraken, by Mörk Gryning. Abgerufen am 12. November 2020.
5. ↑  MÖRK GRYNING - New Signing - February 11, 2020. Abgerufen am 31. Dezember 2024 (amerikanisches Englisch).
6. ↑  BraveWords: MÖRK GRYNING Pay Homage To BATHORY With New Song "A Glimpse Of The Sky"; Audio. Abgerufen am 12. November 2020 (englisch).
7. ↑  Mörk Gryning - Fasornas tid - Encyclopaedia Metallum: The Metal Archives. Abgerufen am 31. Dezember 2024.